# Seznam danskih matematikov
Seznam danskih matematikov.

## A
- Asger Aaboe (1922 – 2007)

## B
- Thomas Bartholin (1616 – 1680)
- Harald Bohr (1887 – 1951)

## E
- Agner Krarup Erlang (1878 – 1929)

## F
- Thomas Fincke (1561 – 1656)

## G
- Jørgen Pedersen Gram (1850 – 1916)

## H
- Piet Hein (1905 – 1996)

## J
- Johan Ludvig William Valdemar Jensen (1859 – 1925)

## L
- Christen Longberg (1562 – 1647)

## M
- Georg Mohr (1640 – 1697)

## N
- Niels Erik Nörlund (1885 – 1981)

## P
- Julius Peter Christian Petersen (1839 – 1910)

## R
- Ole Christensen Rømer (1644 – 1710)

## T
- Thorvald Nicolai Thiele (1838 – 1910)
- Carsten Thomassen (1948)

## W
- Caspar Wessel (1745 – 1818)